# Arsinoes Chaos
L'Arsinoes Chaos és una estructura geològica del tipus chaos a la superfície de Mart, situada amb el sistema de coordenades planetocèntriques a -6.37 ° de latitud N i 333.92 ° de longitud E. Fa un diàmetre de 200.08 km. El nom va ser fet oficial per la UAI l'any 1982 i el pren d'una característica d'albedo.